# Frederic Glesser
Frederic Glesser (* 4. August 1956 in Toledo/Ohio) ist ein US-amerikanischer Komponist und Flötist.

## Leben und Wirken
Glesser studierte zunächst Jazzmusik bei Gene Parker und Flöte bei Kay Hartsfeld. Es folgte ein Kompositionsstudium an der Kent State University bei James Waters und David Stewart, wobei er seinen Flötenunterricht bei Raymond DeMattia und Maurice Sharp fortsetzte. Den Mastergrad erwarb er an der University of Miami, wo er Kompositionsschüler von Dennis Kam war. Außerdem war er mit Donald Martino Composer in Residence beim Atlantic Center for the Arts.
Neben Klavierwerken komponierte Glesser Musik für Orchester und für kammermusikalische Besetzung. Sie reichen von Saucy Sally, Mad Mary für Posaune und Perkussion, das vom Jazz und Blues beeinflusst ist, über ein Arrangement des Statesboro Blues der The Allman Brothers Band und Clearly Glass (für das The Glass Orchestra) bis hin zu dem Max Lifchitz gewidmeten Klavierstück For One, das auf der grammy-nominierten CD Final Bell erschien. Seine Werke wurden in Nordamerika, Europa, Argentinien und Brasilien von Musikern und Ensembles wie Kathleen Supové, Luis Gómez-Imbert, Ingrid Gordon, dem Duo Ahlert-Schwab, Michael Linville, der Ibis Camerata, der Florida Symphony, der Akron Youth Symphony, und dem Canton Youth Orchestra gespielt.

## Werke
- Intermezzo für Streichquartett, 1976
- 4 Easy Pieces for Quartet für Flöte, Oboe, Violine und Cembalo, 1977
- Dazyes für Horn und Perkussion, 1978
- This Bread I Break für gemischte Stimmen, Klarinette, Horn, Violine, Cello und Klavier, 1979
- Release! für Orchester, 1979–80
- Sonata für Flöte und Klavier, 1982–84
- By Five für Flöte, Oboe, Cello, Klavier und Perkussion, 1985–86
- Mix2 für Flöte und Marimba, Klarinette oder Violine, 1988–97
- For One für Klavier, 1990
- Rage Within für Flöte, Oboe, Horn, Trompete, Bassposaune, Violine, Viola, Cello, Kontrabass und Klavier, 1991–94
- Contraforte für Kontrabass und Klavier, 1996
- Variation of a Theme für Orchester, 1997
- Contralite für Kontrabass und Klavier, 1997
- Clearly Glass für Flöte, Kontrabass und Glasinstrumente, 1998
- Fine Tuning für Flöte, Klarinette, Violine, Viola, Cello und Klavier, 1998–99
- Atonement für Streichorchester, 2000
- Hurry, Wait für Viola und Marimba, 2001
- Earth Crosser für Orchester, 2001–03
- Trio Contra für Flöte, Viola oder Cello und Harfe, 2001–07
- You Never Know für Flötenquartett, 2003
- You Never Know für Mandoline, Violine oder Flöte und Gitarre, 2003–04
- Insensible Choices für Klarinette, Violine, Cello und Klavier, 2004–05
- Statesboro Blues für Streichquartett, 2004–10
- Saucy Sally, Mad Mary für Posaune und Perkussion, 2005
- Summer Nights Passing für Flöte, Harfe und Streichorchester, 2006
- Summer Nights Passing für Flöte und Klavier, 2007
- An American Folk Dance für Orchester, 2007–08
- Gently She Passes für Streichquintett, Klavier und Glockenspiel, 2008–09
- Be Also Ready für Flöte und Violine, 2009
- work in progress für Streichquartett, 2010
- work in progress für Klavier, 2010